# SprintAir
SprintAir SA é uma companhia aérea polonesa com sede em Varsóvia e no Aeroporto Frederic Chopin de Varsóvia. Opera serviços de carga e voos charter de passageiros.

## História
A companhia aérea foi criada em 2002 com o nome de Air Polonia Cargo Sp. Z o. o. z oo Ela iniciou voos de frete e correio em abril de 2004, com três aeronaves Let L-410 UVP-E. Mais tarde naquele ano, a companhia aérea foi renomeada para Sky Express Sp. z oo e adquiriu seu primeiro turboélice Saab 340A (SP-KPF e SP-KPE - primeiro Saabs340 a ser inscrito no Registro de Aeronaves Polonês). Entre abril de 2006 e abril de 2007, iniciou as operações regulares de passageiros domésticos sob a marca Direct Fly. Após a suspensão dos voos regulares de passageiros, a companhia aérea deu continuidade às operações de frete ao mesmo tempo em que ampliou sua frota de aeronaves turboélice, que atualmente é composta por 12 Saabs 340 e 6 ATRs 72 (que a SprintAir vem adquirindo gradativamente desde 2014). Em janeiro de 2008, o Grupo SprintAir foi estabelecido e a companhia aérea mudou seu nome para SprintAir.

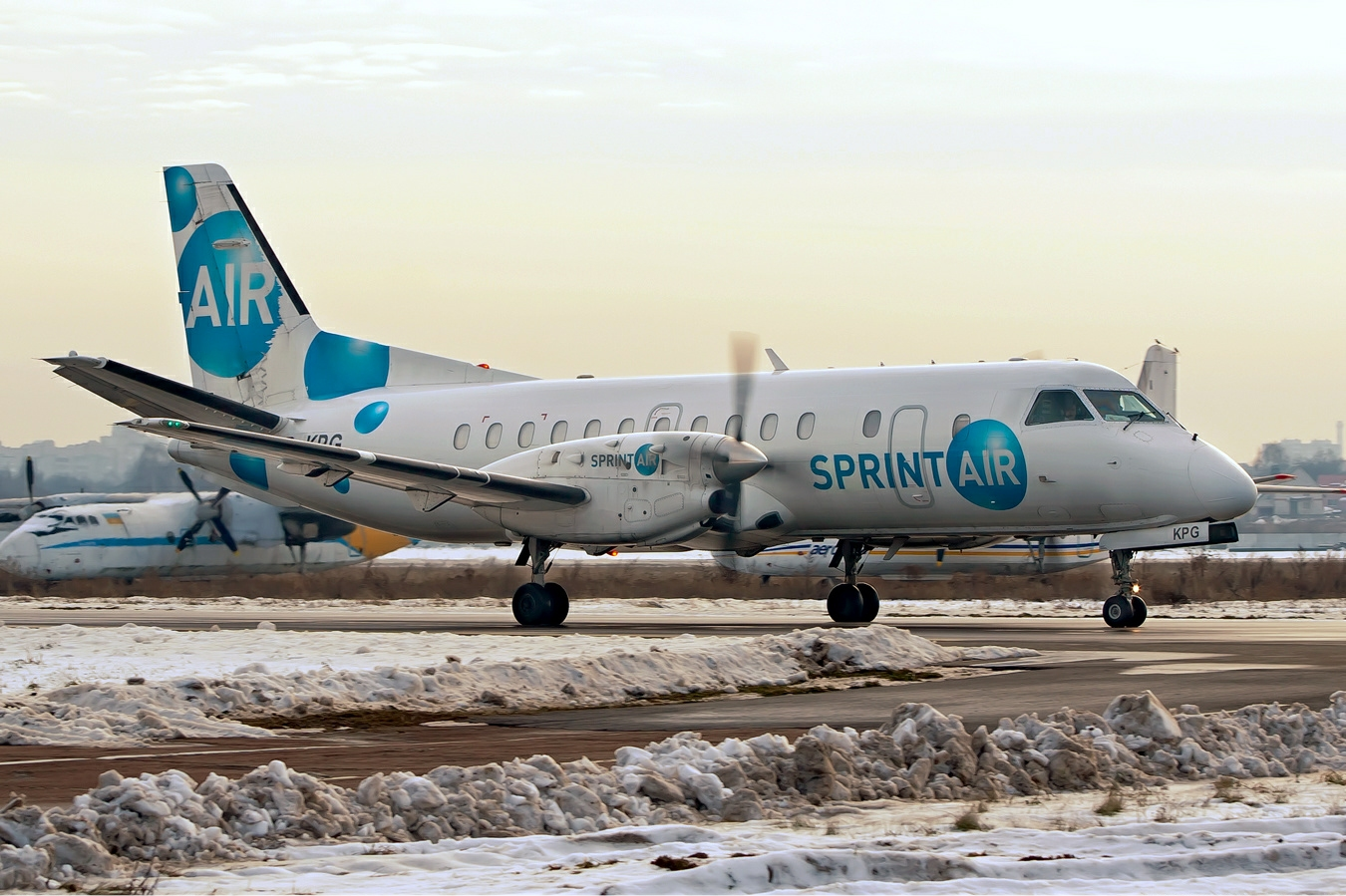
Um Saab 340A(QC) da SprintAir

No verão de 2011, a SprintAir operou voos charter de vários aeroportos poloneses para destinos de férias (principalmente na região do Mediterrâneo) usando uma única aeronave Airbus A320 alugada. Esta atividade foi suspensa com o final da temporada de verão 2011 e não foi continuada.
SprintAir é agora principalmente uma empresa de carga aérea que realiza operações programadas e ad hoc em toda a Europa. Os serviços regulares de passageiros que antes eram operados na Polônia não são mais oferecidos.

## Frota

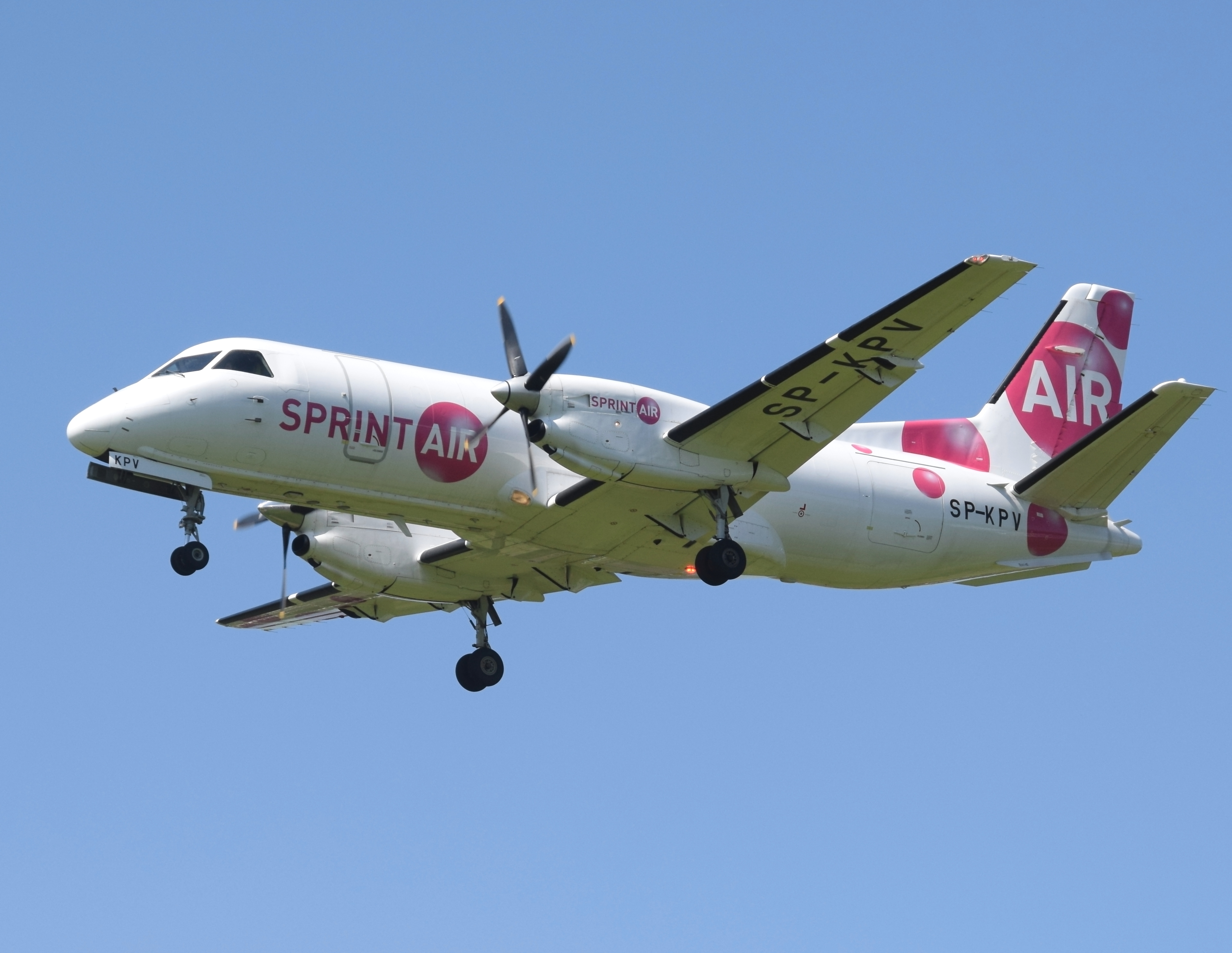
Um Saab 340A cargueiro da SprintAir

A frota da SprintAir era composta pelas seguintes aeronaves (Junho de 2018):
| Aeronaves      | Em Serviço | Ordens | Passageiros | Notas |
| -------------- | ---------- | ------ | ----------- | ----- |
| ATR 72-200     | 1          | –      | 66          |       |
| ATR-72 72-200F | 5          | –      | Cargueiro   |       |
| Saab 340A      | 5          | –      | 33-34       |       |
| Saab 340AF     | 7          | –      | Cargueiro   |       |